# Bracon fabricii
Bracon fabricii är en stekelart som beskrevs av Roy D. Shenefelt 1978. Bracon fabricii ingår i släktet Bracon och familjen bracksteklar. Inga underarter finns listade.